# Serie B 2009-2010 (pallanuoto maschile)

## Squadre partecipanti
| Promosse in A2                                    | Squadre partecipanti | Squadre partecipanti |
| ------------------------------------------------- | --- | --- |
| - Fiorentina - Arenzano - Promogest - Payton Bari | Girone 1 - Andrea Doria - Arenzano - Fiorentina - Futura Prato - Lavagna '90 - Lerici Sport - Mameli - Rari Nantes Nervi - Promosport - Sturla Girone 2 - Bissolati Cremona - Bologna - Busto - Canottieri Milano - Cus Milano - GEAS - Piscine Vicenza - Tolentino - Vela Ancona - Sport Management | Girone 3 - Acilia - Anzio - Basilicata 2000 - Libertas Perugia - Nuoto Napoli - Promogest - R.N. Roma - Tirrena - Tuscolano - Villani Girone 4 - Bari - Cosenza - CUS Palermo - Napoli - Nautilus - Nettuno - Palermo - Payton Bari - Telimar Palermo - Messina |